# Hermann Ernst Freund

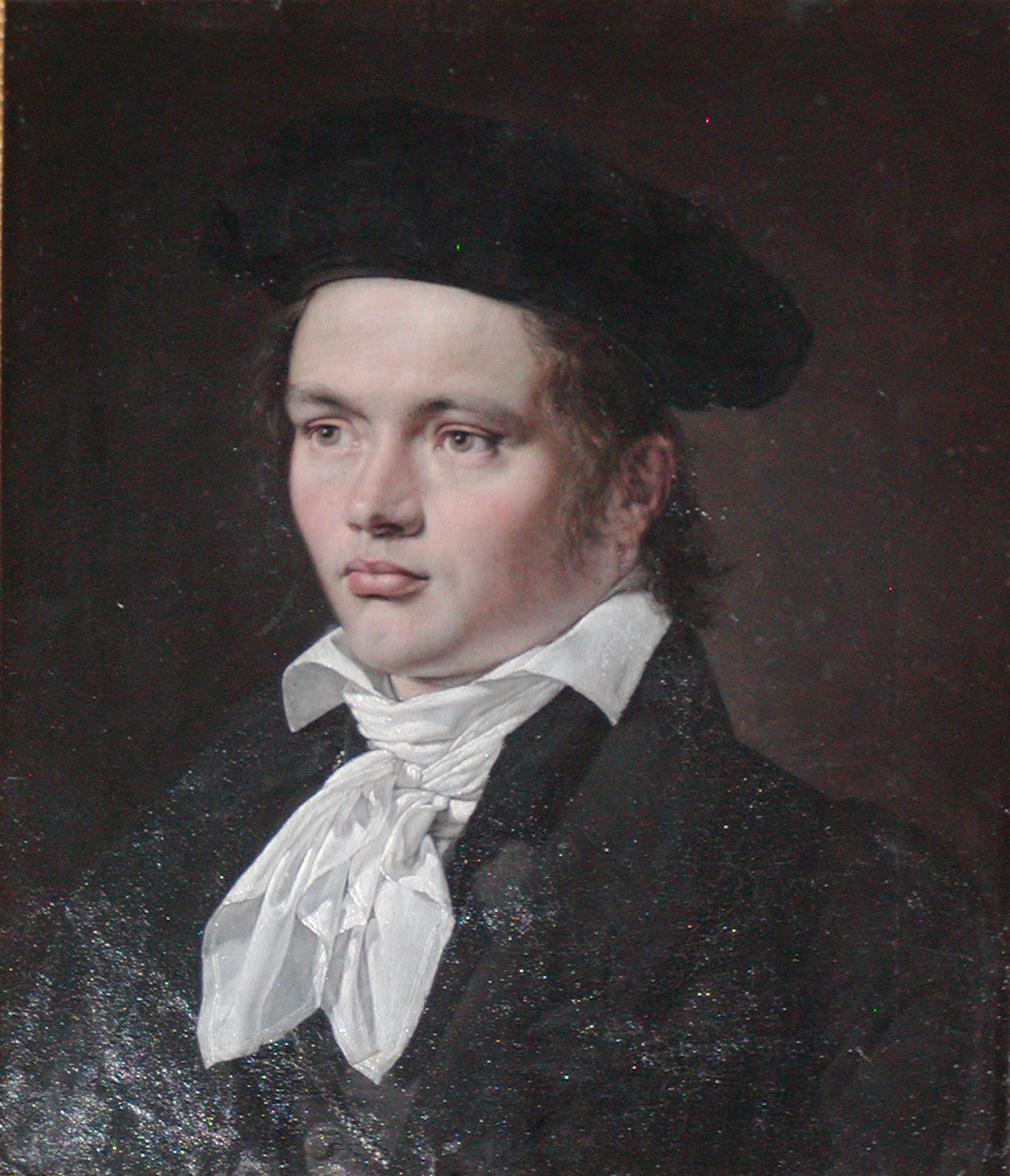
Hermann Ernst Freund, målning av C.A. Jensen.

Hermann Ernst Freund, född 15 oktober 1786 av tyska föräldrar nära Bremen, död 30 juni 1840 i Köpenhamn, var en dansk skulptör.
Han var en tid smedslärling, ägnade sig åt gravering, studerade med avsikt att bli medaljör eller möjligen skulptör vid konstakademin i Köpenhamn och vann 1817 dess guldmedalj jämte resestipendium för reliefen Abraham fördriver Hagar. Han flyttade till Rom och blev vänligt mottagen av Bertel Thorvaldsen, som lät honom arbeta på sin ateljé. Hans första arbete i marmor var en grupp, Kloe, som ger ett lamm att dricka (1818, förstörd vid Christiansborgs slotts brand), sedan följde en stående Mercurius.
Freund gjorde även skisser till apostlabilder för Vor Frue Kirke i Köpenhamn. En av stoderna utfördes i full storlek, och flera av de andra var under arbete. Men vid Thorvaldsens besök i Danmark 1819-20 mottog denne uppdraget att ensam dekorera hela kyrkan och beställningen hos Freund blev annullerad, allmänt hade Freund otur med sina officiella beställningar och blev flera gånger behandlad på ett sätt, som ger ett dåligt intryck av myndigheternas handläggning. Han utförde (1825) en staty av Lukas för Slottskyrkan - den uppställdes först efter hans död och betalades först då med hälften av det bestämda priset.
Ett nytt område öppnade sig för honom, då han började studera den nordiska mytologin. Vid den av skandinaviska litteratursällskapet i Köpenhamn 1821 utsatta tävlingen om konstverk med nordiskt mytologiska motiv fick Freund priset för en relief Mimer och Balder rådfråga nornorna (Glyptoteket) och för några skisserade gudabilder. Den sittande Oden utfördes som statyett i brons (Köpenhamns konstförening), Tor utfördes i marmor av brorsonen Georg Christian Freund. Torstatyn liksom den djärvt karakteriserade Loke finns på konstmuseet. Freunds huvudverk och ett av den danska konstens huvudnummer på hans tid blev den figurrika Ragnaröksfrisen. Påbörjad i Rom 1825, fullbordades den efter Freunds död av andra konstnärer, uppsattes i Christiansborgs slott och förstördes totalt vid slottets brand 1884 (en del gipsavgjutningar efter figurer i frisen finns i Glyptoteket, konturteckningar av frisen utgavs av Köpenhamns konstförening 1857).
År 1827 lämnade Freund Rom och reste från Florens över Paris, München, Dresden och Berlin till Köpenhamn. Han blev medlem av akademin och 1829 professor vid modellskolan. Han utförde under de följande åren flera porträttbyster, gravreliefer i grekisk stil (professor Jens Møllers och biskop Frederik Münters minnesstenar i Vor Frue Kirke), andra reliefer och medaljer, fontängruppen Gosse, som rider på en svan (i parken Kongens Have).
I motsättning mot Thorvaldsen visar Freund intryck av florentinsk skulptur, något intryck även av gamla tyska mästare. Freund var även en konstsamlare. Som dekoratör gjorde han sitt mästerverk i utsmyckandet av sitt eget hem i Köpenhamn. Flera av möblerna finns nu i Frederiksborgsmuseet och andra i Konstindustrimuseet. I Glyptoteket är Freund rikt och mångsidigt representerad (65 nummer), konstakademin äger många modeller av honom.